# Trinxant
Un trinxant és un moble de cuina o menjador, a manera de taula o armari més petit que l'aparadora, per a trinxar-hi els aliments. Sol ser allargat i presentar-se al costat de la paret, a l'espai del menjador o de la cuina. Per extensió, també es diu capolador al recipient sobre el qual es tallen els aliments.

## Evolució tipològica
D'ençà del primitiu obrador que en les cuines renaixentistes més ben assortides podia fer alhora e taula per a trinxar aliments, fins al moble "trinxant" específic al segle xix, hi ha la possibilitat d'innombrables alternatives en el camp del mobiliari culinari. La limitació de l'espai dedicat a les cuines en les llars contemporànies ha portat a la integració del moble trinxant en el disseny dels fogons que poden servir per als mateixos propòsits que antany tenia la taula de cuinar.

Models de trinxant
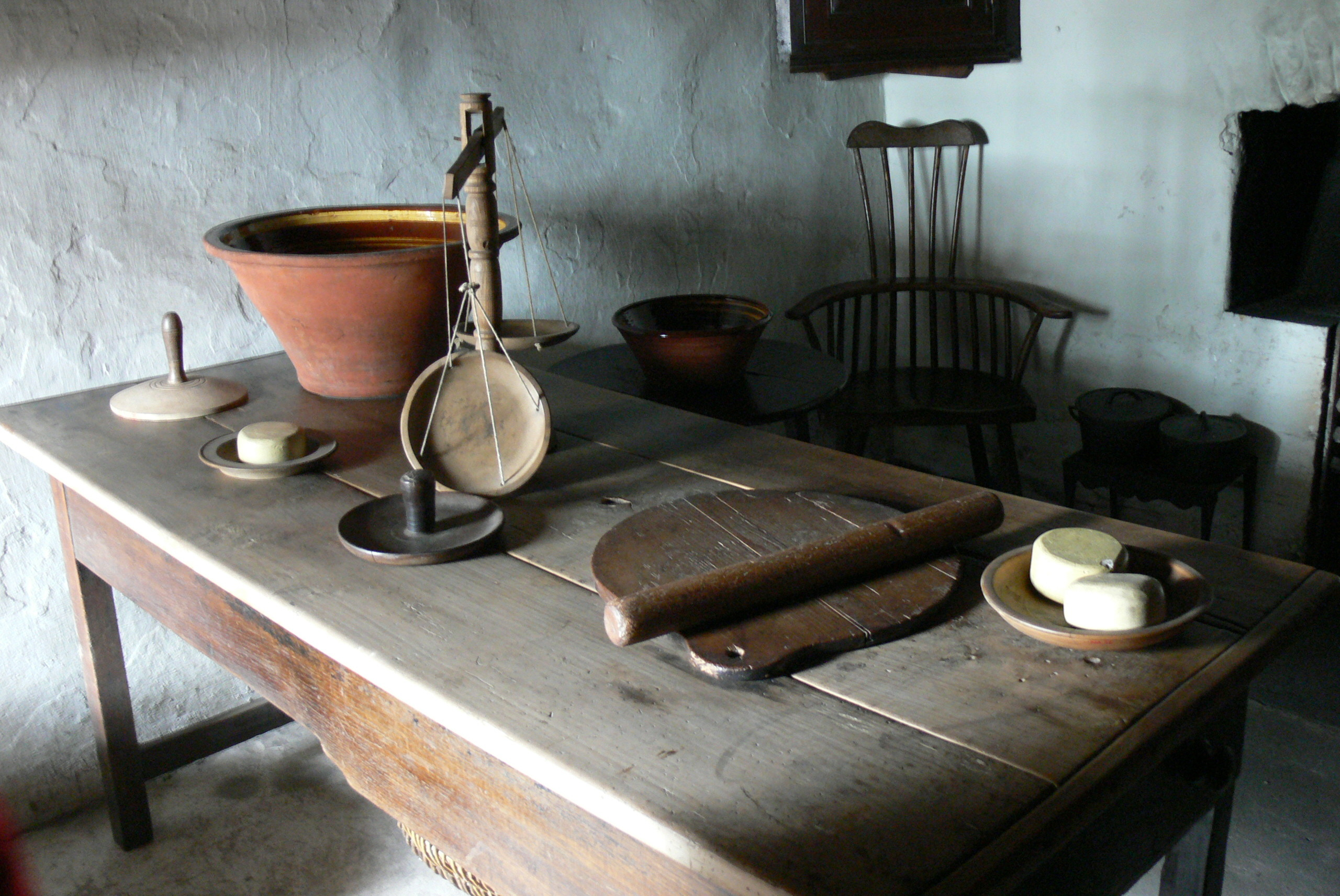
Model rústic (1610) en una granja del Saint Fagan National History Museum (Cardiff, Gran Bretanya).
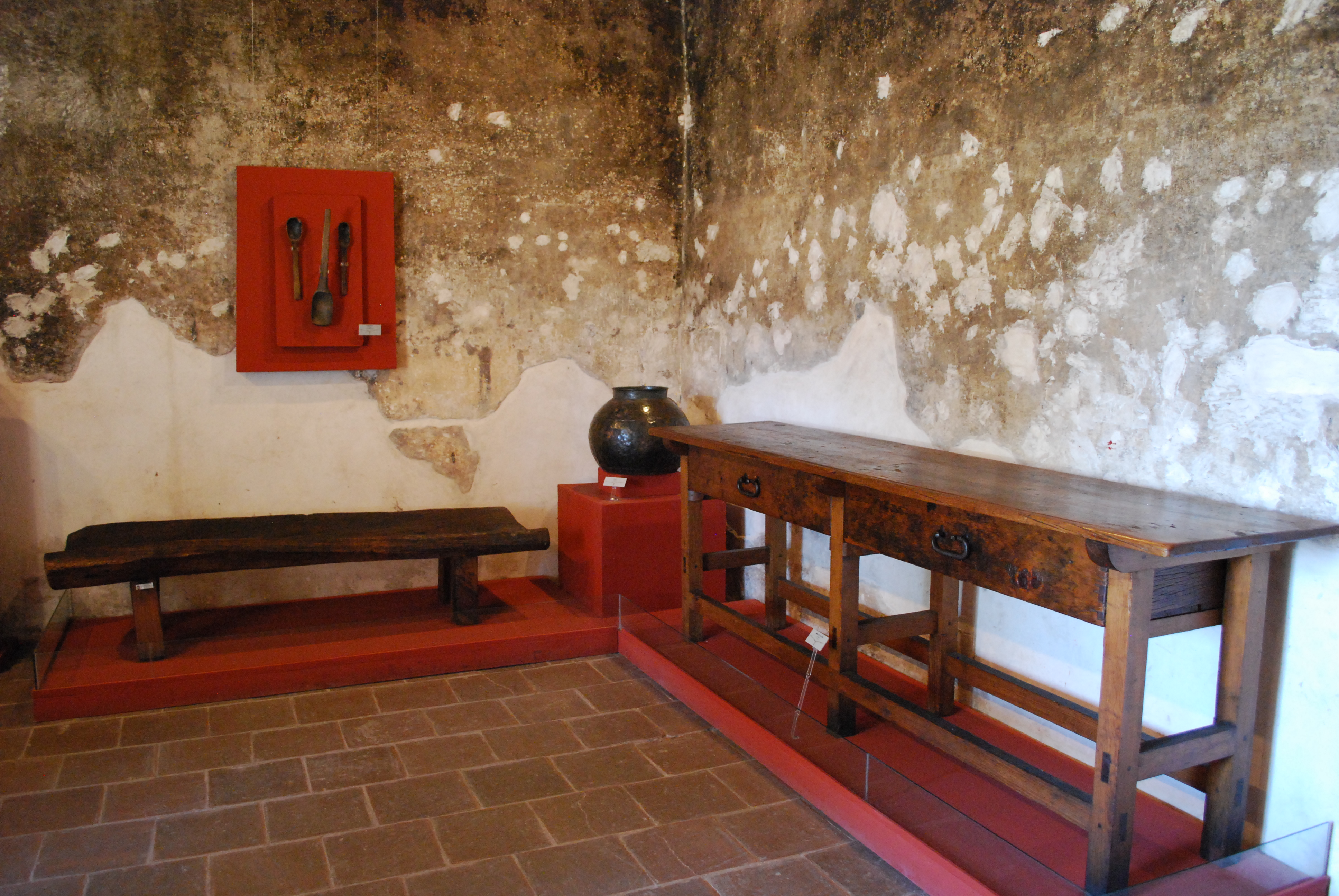
Ample trinxant en el monestir de Zinacantepec (Mèxic).
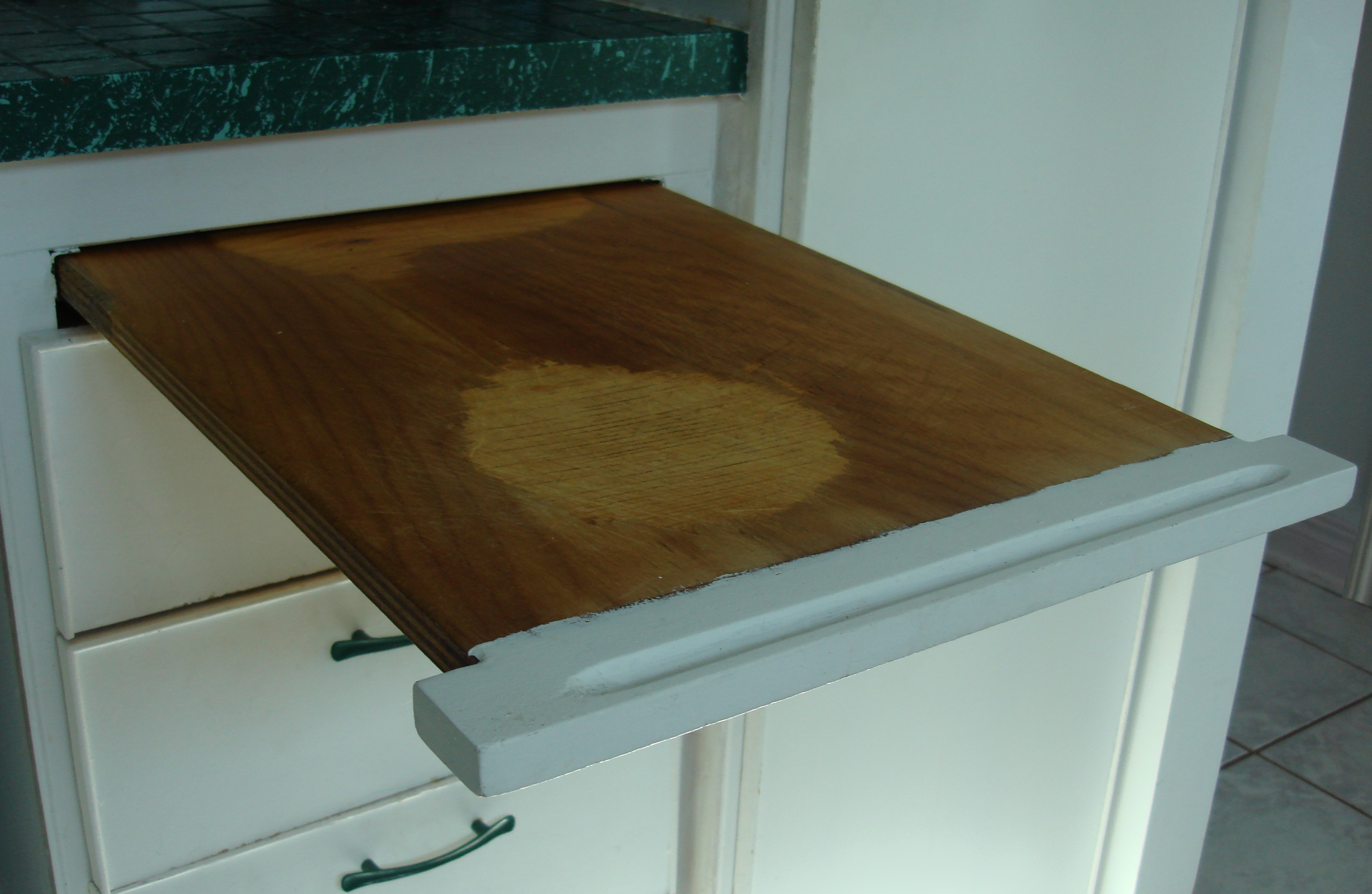
Trinxant funcional en una post incorporada com a safata extraïble en un armari de cuina.